# District de Xinrong
Le district de Xinrong (新荣区 ; pinyin : Xīnróng Qū) est une subdivision administrative de la province du Shanxi en Chine. Il est placé sous la juridiction de la ville-préfecture de Datong.